# 宝塚海軍航空隊
宝塚海軍航空隊（たからづかかいぐんこうくうたい）及びその前身組織・滋賀海軍航空隊宝塚分遣隊（しがかいぐんこうくうたい たからづかぶんけんたい）は、日本海軍の部隊・教育機関の一つ。一挙に増加した予科練甲飛第13・14期の生徒を教育するために新設された予科練教育航空隊である。戦時統制の中で活動自粛・閉鎖に追い込まれた宝塚歌劇団の本拠地宝塚大劇場を借り受け、校舎・宿舎に充てて教育・訓練を施した。

## 沿革
- 1944（昭和19）年8月15日　兵庫県川辺郡小浜村の宝塚大劇場を接収し、滋賀海軍航空隊宝塚分遣隊発足。第13期後期（奈良分遣隊入隊）・第14期前期の一部転入。
- 1944（昭和19）年9月1日　卒業生の飛行練習課程凍結。回天要員募集開始。
- 1944（昭和19）年11月28日　甲飛第15期（奈良分遣隊入隊者）転入。
- 1945（昭和20）年3月1日　独立、「宝塚海軍航空隊」開隊。大阪警備府隷下第24連合航空隊。甲飛第15期前期の一部（西宮分遣隊）より転入。
- 1945（昭和20）年4月1日　甲飛第16期入隊（最後の予科練生）。
- 1945（昭和20）年6月1日　予科練教育凍結。航空特攻要員は滋賀海軍航空隊へ転出。
- 1945（昭和20）年6月30日解隊

かろうじて甲飛第13期の卒業は果たしたものの、その多くは回天搭乗員に振り向けられ、パイロットへの志望が認められた者は僅かだった。解隊後の生徒は紀淡海峡の要塞構築作業に従事した。8月2日の作業では、生徒を乗せた汽帆船が鳴門海峡で撃沈され、82名が戦死している。1965年（昭和40年）、淡路島の鎧崎に慰霊碑を建立した際、宝塚音楽学校生徒10名が招待された。元隊員の「荒鷲の歌」斉唱に対し、歌劇団の代表曲「すみれの花」を唱和し、慰霊した。
脚本家の新藤兼人は海兵団へ入団後、徴用した建物を掃除する要員に任命され、天理教の信者詰所（海軍飛行予科練習生用）に続き、宝塚大劇場の掃除を行った。後にこの記憶を元に『陸に上った軍艦』（山本保博監督）の脚本を執筆している。

## 主要機種
教育訓練部隊のため、航空機の配属はない。

## 歴代司令
- （昭和20年3月1日-昭和20年6月30日解隊）